# 墨西哥瓦哈卡聖殿
墨西哥瓦哈卡聖殿是耶穌基督後期聖徒教會的第 74 座運營聖殿。

## 歷史
1949 年，時任教會墨西哥傳道部會長阿維爾·皮爾斯（Arwel L. Pierce）拜訪了瓦哈卡地區，並預料了教會會在該地區蓬勃發展。 從那時起，教會傳教士在瓦哈卡為 8,500 名成員施洗。 新聖殿所服務的周邊地區的後期聖徒人數總計超過 28,000 人。
由於該地區的發展，時任教會會長戈登·興格萊（Gordon B. Hinckley）於 1999 年宣布將在瓦哈卡建造一座聖殿。 這座建築完工後，超過 10,000 名遊客在公共開放日期間參觀了這座聖殿。 墨西哥瓦哈卡聖殿的奉獻儀式是教會總會會長團第二諮理雅各·傅士德（James E. Faust）的第一次奉獻一座聖殿。 聖殿於 2000 年 3 月 11 日開光。超過 18,000 名成員參加了四次開光儀式。 
墨西哥瓦哈卡聖殿总建筑面积994平方公尺   、两个教儀室和两个印證室。 